# National Research Institute of Astronomy and Geophysics
Das National Research Institute of Astronomy and Geophysics (NRIAG; arabisch المعهد القومي للبحوث الفلكية والجيوفيزيقية, DMG al-maʿhad al-qaumī li-l-buḥūṯ al-falakiyya wa-l-ǧiyūfīzīqiyya; Name ab 1986, davor ab 1960 Helwan Institute of Astronomy and Geophysics HIAG, 1946 Royal [Egypt] Observatory, 1903 Helwan Khedivial Observatory ‚Königliche Sternwarte‘)  ist eine staatliche Forschungseinrichtung für Astronomie und Geophysik in Helwan bei Kairo, Ägypten. Ihr sind verschiedene Observatorien zugeordnet.

## Geschichte

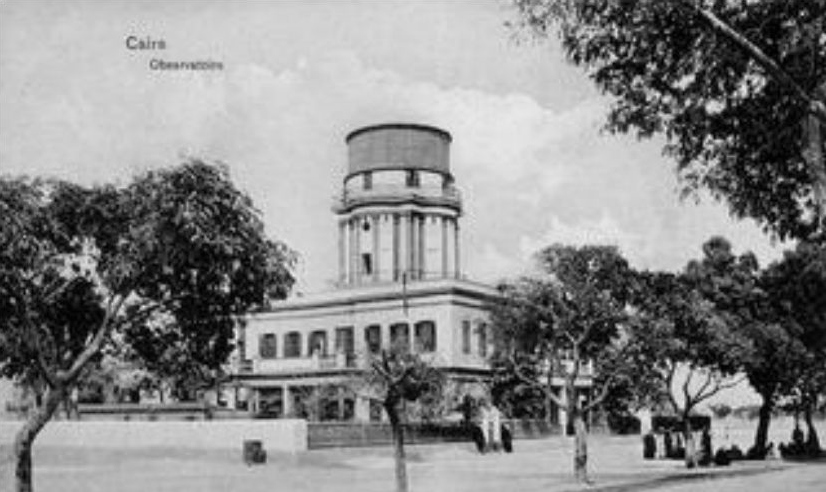
Observatorium in ʿAbbāsīya: Unter dem zylindrischen Dach ist das Linsenteleskop mit 15 cm Öffnung montiert.
Postkarte, 1906

Die erste moderne Sternwarte wurde auf Anordnung des Wālī (Gouverneur) von Ägypten Muhammad Ali Pascha in Bulaq im Westen Kairos von 1840 bis 1860 betrieben. Auf Weisung des Khedive (Vizekönig) Ismail Pascha, Enkel von Ali Pascha wurde das astronomische und geophysikalische Observatorium fortgeführt und 1865 im Osten von Kairo, in ʿAbbāsīya errichtet. Der Schwerpunkt des Observatoriums war die Meteorologie. Für astronomische Beobachtungen war es mit einem Linsenteleskop mit 15 cm Öffnung ausgestattet. Ab 1874 wurde hier ein Passageninstrument (Meridiandurchgangs-Teleskop) eingerichtet, das der Zeitbestimmung diente.
Um die Jahrhundertwende nahmen jedoch die zunehmende Lichtverschmutzung in der Stadt und die mit Gleichstrom versorgte Straßenbahn der beobachtenden Astronomie und der Messung von Erdmagnetfeldern an diesem Standort ihren Sinn.

### Observatorium in Helwan

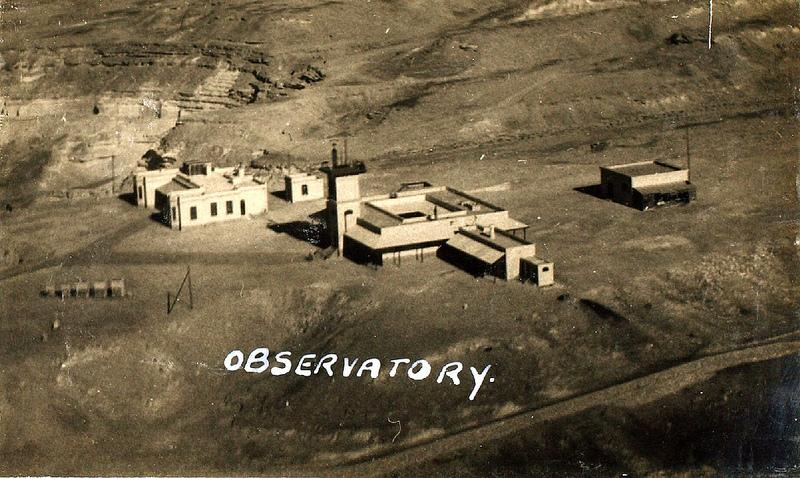
Das Helwan-Observatorium in den 1900er Jahren

Man verlagerte 1903 das Observatorium nach Helwan, damals ein Dorf mit 5000 Einwohnern, 30 km südlich von Kairo. 1905 erhielt es von John Henry Reynolds ein Spiegelteleskop mit 75 cm Öffnung, das erste Großteleskop in Afrika; es wurde in den Folgejahren verschiedentlich aufgerüstet und mit einem verbesserten Hauptspiegel ausgestattet. Eine 1909 erworbene Präzisionsuhr von Sigmund Riefler diente als Zeitreferenz.
1948 wurde bei der Firma Grubb Parsons ein Spiegelteleskop mit einem Hauptspiegeldurchmesser von 74 Zoll (188 cm) bestellt.
Hier wurden auch 1957 die Helwan Solar Station und Artificial Satellite Stations für das Satellitentracking eingerichtet. Das 75 cm Teleskop wurde 2003 bei einem Buschfeuer zerstört.
Dieses Observatorium wird auf der Liste Outstanding Astronomical Heritage (Herausragendes Astronomisches Erbe) der Internationalen Astronomischen Union geführt, und ist auch seit 2010 als UNESCO-Welterbe vorgeschlagen (Tentativliste).

### Sternwarte in Kottamia

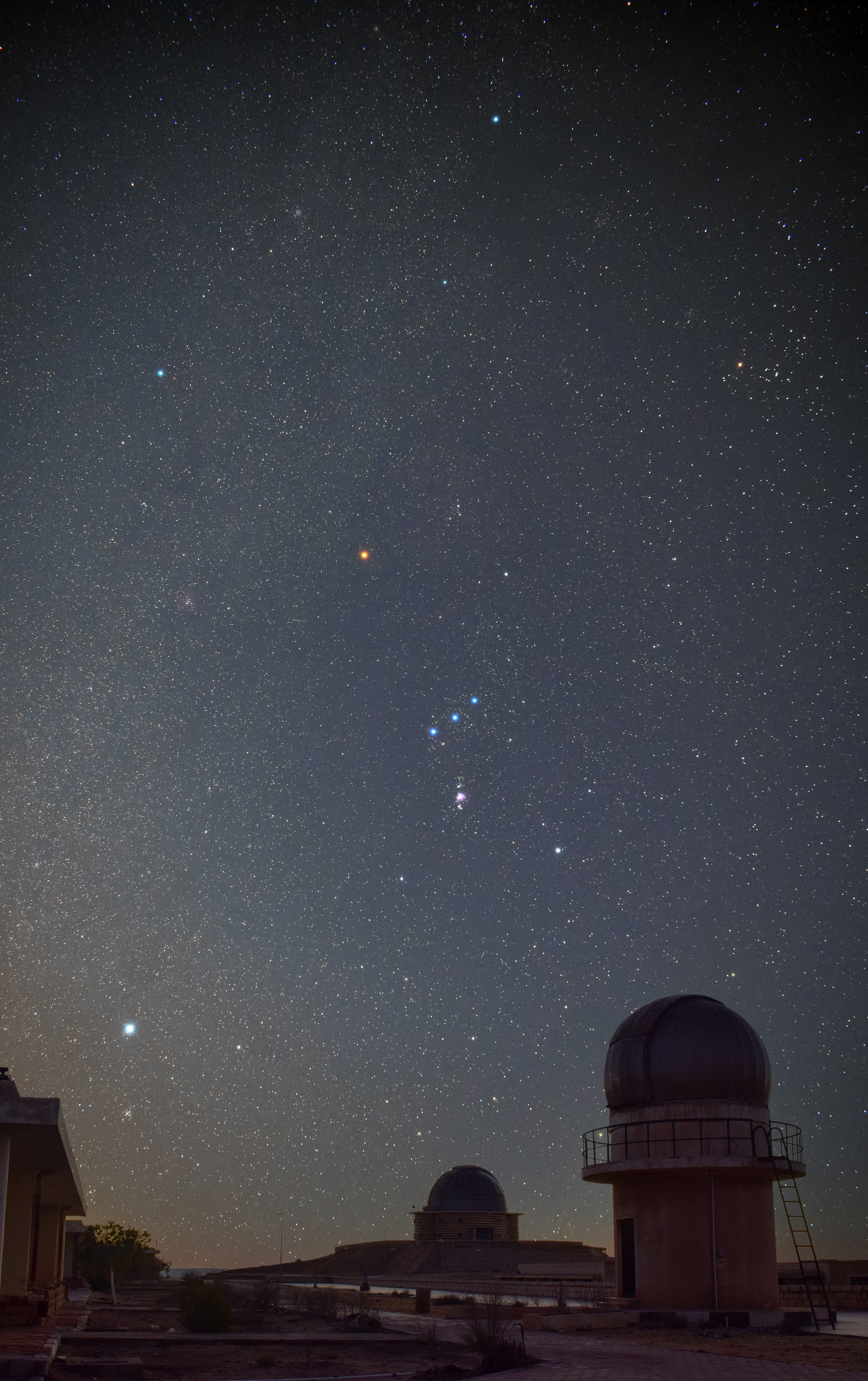
Die Sternwarte in Kottamia, im Hintergrund der Dom des großen Spiegelteleskops, darüber das Sternbild Orion mit dem Orionnebel.

Aufgrund der zunehmenden Lichtverschmutzung auch in Helwan baute man für das 1963 fertiggestellte Spiegelteleskop von Grubb Parsons mit einem Durchmesser von 188 cm eine neue Sternwarte in Kottamia (29° 55′ 48″ N, 31° 49′ 30″ O). Dieses ist baugleich mit den großen Spiegelteleskopen  im Mount-Stromlo-Observatorium, im Observatoire de Haute-Provence, in der Sternwarte Okayama, im David Dunlap Observatory und dem Radcliffe Telescope. Nach einer Beschädigung wurde das Teleskop dann im Jahr 1997 mit neuen Spiegeln aus Zerodur modernisiert; dabei entstandene Komplikationen mit dem Spiegelträger konnten 2003 beseitigt werden.

### Helwan/Misallat Geomagnetic Observatory
Nachdem die Straßenbahn in den 1950ern nach Helwan verlängert worden war, war wegen der Störungen auch eine Verlagerung des geomagnetischen Observatoriums erforderlich. Es wurde 1960 in Misallat (29° 30′ 54″ N, 30° 53′ 31,2″ O), 70 km südwestlich von Kairo, neu errichtet.

## Forschung und Dienst
Wichtigste Aufgabe der Institution ist die Beobachtung des Neulichts (Erstsichtung der feinen Mondsichel nach Neumond), der Basis des Islamischen Kalenders und der Termine des Ramadan, und die Berechnung der Gebetszeiten mitsamt der für die Gebete (Salāt) wichtigen Richtung nach Mekka, als Standard für die ganze arabische Welt.
1909 konnte hier weltweit erstmals der Halleysche Komet beobachtet werden. 1922 der Jupitermond VIII (Pasiphae), 1930 war man an der Entdeckung des Pluto mitbeteiligt.
Daneben wurden zahlreiche Galaxien (Nebulae) fotografiert und kartiert, und an der modernen Galaxienklassifikation maßgeblich mitgearbeitet.
Außerdem war das Observatorium bis 1961 für den Zeitdienst zuständig, für Wetterdaten und -vorhersage bis 1944, und beherbergte auch das ägyptische Meter-Normal (wurde dann ebenfalls am das Institut für Meteorologie verbracht).
In Helwan befindet sich auch das Museum of Astronomy and Geophysics.